# AMISOM
AMISOM (anagrama de African Union Mission to Somalia ) és una força de pau de la Unió Africana amb aprovació de les Nacions Unides (ONU) per donar suport a les estructures del Govern Federal de Transició de Somàlia (GFT), establir un pla nacional de seguretat, i crear les condicions pel lliurament d'ajut humanitari. Fou creada el febrer del 2007.

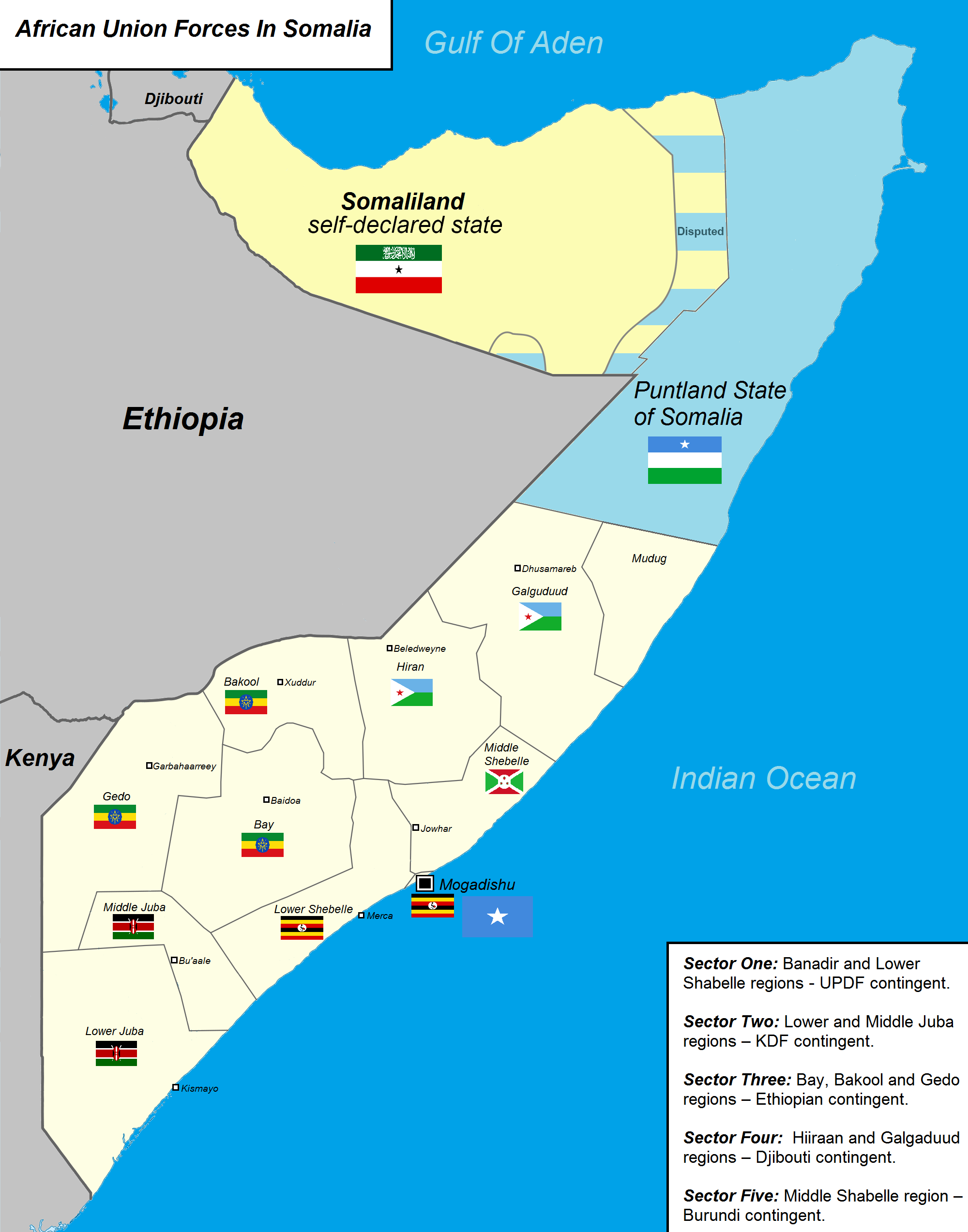
Desplegament de l'AMISOM

## Antecedents
AMISOM va substituir la Missió d'ajut a la Pau a Somàlia de l'IGAD anomenada IGASOM aprovada per la UA el 14 de setembre del 2006 i pel consell de seguretat de l'ONU el 6 de desembre de 2006. La missió fou proposada el març del 2005 com a forces de pau per la darrera fase de la Guerra Civil somalí. El juliol del 2006 la Unió de Corts Islàmiques de Somàlia (UCI) va mostrar la seva oposició, ja que veia IGASOM com una operació dels occidentals contra el moviment islàmic.
El desembre de 2006 el consell de seguretat va imposar un embargament d'armes a l'UCI fins a obtenir el desplegament de les forces de la IGASOM. però finalment l'embargament fou aixecat parcialment i les forces van rebre autorització per desplegar-se el 6 de desembre del 2006 per sis mesos. El 21 de febrer de 2007, IGASOM fou substituïda per la força de l'ONU, UNISOM. Uganda, que era l'únic país que aportava tropes, es va retirar quan els combats es van incrementar la segona meitat de desembre del 2006

## Creació
L'1 de gener del 2007, després de la derrota de l'UCI, Uganda i Nigèria van acceptar aportar homes per una missió de la UA sota cobertura de l'ONU. Malawi also pledged to send forces, while Ghana, Rwanda and Tanzania may do so.
El 19 de gener de 2007 la missió fou formalment aprovada per la UA a la 69a reunió del seu consell de pau i seguretat, per sis mesos prorrogables. El 22 de gener de 2007 Malawi va acordar enviar un batalló (entre 400 i 1200 homes). El 24 de gener del 2007 Nigèria va decidir enviar un batalló i mig. L'1 de febrer del 2007 Burundi va enviar 1000 soldats. El 16 de febrer del 2007 Uganda va anunicar que enviava 1500 soldats sota comandament del major general Levi Karuhanga.
La missió fou oficialment aprovada pel Consell de Seguretat l'ONU el 21 de febrer de 2007. Posterior prorrogues cada sis mesos han estat autoritzades per l'ONU.
La darrera prorroga fou l'agost del 2008

## La missió
El març del 2007 van arribar els primers oficials a Somàlia. La missió for prorrogada el 20 d'agost de 2007, per sis mesos, i es va encarregar al secretari general d'explorar la substitució per una missió de l'ONU.
La missió havia d'arribar a 8000 soldats amb un cost de 335 milions de dòlars el primer any. Els països veíns no podien aportar tropes. Inicialment la van formar 3 batallons i havia d'arribar a 9 batallons amb 850 soldats cadascun. El model escollit era la missió de la UA a Burundi (AMIB). Estats Units va aportar 40 milions de dòlars
i la Unió Europea (UE) 15 milions d'euros
El 9 de febrer del 2007 una manifestació de somalis a la part nord de Mogadiscio, zona amb fort suport als islamistes, va cremar banderes dels Estats Units, Etiòpia i Uganda en protesta contra la missió. El 2008 aportaven forces Uganda, Nigèria, Ghana, Malawi i Burundi fins a uns 4000 homes

## Desplegament i baixes
| Pais    | Nombre de tropes                     | Baixes  | Baixes    |
| ------- | ------------------------------------ | ------- | --------- |
| Uganda  | 1500 (1200 ja estaven abans al país) | 7 morts | 10 ferits |
| Nigèria | 850                                  | cap     | cap       |
| Ghana   | indeterminat                         | cap     | cap       |
| Malawi  | Més de 1000                          | cap     | cap       |
| Burundi | 200 inicials i fins a 1500           | 1 mort  | 1 ferit   |

L'1 d'abril del 2007 van ferir cinc soldats ugandesos i en van matar un en un atac amb morter a Mogadiscio
El 8 d'abril del 2008 un suïcida va matar un soldat de Burundi. El 16 de maig del 2007 una bomba al carrer va matar cinc soldats ugandesos. L'1 d'agost del 2008 va morir un soldat ugandès en una bomba posada a un carrer de la capital prop de la base de la missió a l'aeroport.